# Brendan Sexton III
Pour les articles homonymes, voir Sexton.
Brendan Eugene Sexton III, né le 21 février 1980 à Staten Island (États-Unis), est un acteur américain.

## Biographie
Né à Staten Island, New York, Sexton fait ses débuts au cinéma dans Bienvenue dans l'âge ingrat (Welcome to the Dollhouse) de Todd Solondz en jouant le tyran troublé Brandon McCarthy, pour lequel il a été nommé pour un Independent Spirit Award. Il joue le rôle principal dans Hurricane Streets, et Desert Blue et  apparait également dans Boys Don't Cry, La Chute du faucon noir (Black Hawk Down) et Just Like the Son, ainsi que dans les films culte Empire Records et Pecker.
Il  joue également dans The Marconi Bros. aux côtés de Dan Fogler et dans Let Them Chirp Awhile de Jonathan Blitstein aux côtés de Justin Rice.
Sexton possède et exploite une maison de disques indépendante basée à New York, Big Bit of Beauty.
Dans une interview à la radio, en 2002, Brendan Sexton déclare que la version finale de La Chute du faucon noir (Black Hawk Down), film dans lequel il est brièvement apparu, est très différente de l'histoire racontée dans le scénario original. Selon lui, de nombreuses scènes posant de dures questions aux troupes américaines sur les réalités violentes de la guerre, le véritable but de leur mission en Somalie, etc., ont été coupées.

## Filmographie partielle

### Au cinéma
| Année | Titre                                                              | Rôle              | Notes           |
| ----- | ------------------------------------------------------------------ | ----------------- | --------------- |
| 1995  | Bienvenue dans l'âge ingrat                                        | Brandon McCarthy  |                 |
| 1995  | Empire Records                                                     | Warren            |                 |
| 1997  | Hurricane Streets                                                  | Marcus            |                 |
| 1997  | Arresting Gena                                                     | Soldier           |                 |
| 1997  | A, B, C... Manhattan                                               | Bob               |                 |
| 1997  | The Devil & the Angel                                              | Street Thug #1    |                 |
| 1998  | Spark                                                              | Moony             |                 |
| 1998  | Pecker                                                             | Matt              |                 |
| 1998  | Desert Blue                                                        | Blue Baxter       |                 |
| 1999  | Boys Don't Cry                                                     | Tom Nissen        |                 |
| 2000  | Muse 6                                                             | Dez               |                 |
| 2000  | Herschel Hopper: New York Rabbit                                   | Herschel          |                 |
| 2001  | Session 9                                                          | Jeff              |                 |
| 2001  | La Chute du faucon noir (Black Hawk Down)                          | Kowalewski        |                 |
| 2004  | Winter Solstice                                                    | Robbie            |                 |
| 2005  | Love, Ludlow                                                       | Ludlow            |                 |
| 2005  | Trouble Jeu (Hide and Seek)                                        | Store Clerk       | non crédité     |
| 2005  | This Revolution                                                    | Daniel Symptom    |                 |
| 2006  | Just Like the Son                                                  | Grant             |                 |
| 2006  | Little Fugitive                                                    | Frank             |                 |
| 2007  | La Fille dans le parc (The Girl in the Park)                       | Stuart            |                 |
| 2007  | Si j'étais toi                                                     | Ethan             |                 |
| 2007  | Neal Cassady                                                       | Little Big        |                 |
| 2007  | Let Them Chirp Awhile                                              | Scott             |                 |
| 2008  | The Marconi Bros.                                                  | Anthony Marconi   |                 |
| 2008  | B.O.H.I.C.A.                                                       | Fish              |                 |
| 2009  | The Messenger                                                      | Recruiter Olson   |                 |
| 2009  | Winter of Frozen Dreams                                            | Jerry Davies      |                 |
| 2009  | Everybody's Fine                                                   | Mugger            |                 |
| 2010  | The Runaways                                                       | Derek             |                 |
| 2010  | The Truth                                                          | Gabriel Doyle     |                 |
| 2010  | Footsteps                                                          | Douglas Denenberg |                 |
| 2011  | In My Pocket                                                       | Eric              |                 |
| 2012  | Sept Psychopathes                                                  | Young Zachariah   |                 |
| 2012  | Yellow                                                             | Nowell            |                 |
| 2013  | The Odd Way Home                                                   | Dave              |                 |
| 2013  | Mensonges et Faux Semblants (The Trials of Cate McCall)            | Rusty Burkhardt   |                 |
| 2013  | 7E                                                                 | Clyde             |                 |
| 2014  | Glass Chin                                                         | Jimmy Musial      |                 |
| 2014  | 10 Cent Pistol                                                     | Donny             |                 |
| 2014  | Beautiful Girl                                                     | William           |                 |
| 2015  | Welcome to Happiness                                               | Nyles             |                 |
| 2015  | Addiction: A 60's Love Story                                       | Jay Klein         |                 |
| 2015  | Dark                                                               | John              |                 |
| 2017  | Three Billboards : Les Panneaux de la vengeance                    | Crop-Haired Guy   |                 |
| 2017  | New Money                                                          | Steve Purdy       |                 |
| 2018  | White Orchid                                                       | James             |                 |
| 2018  | American Nightmares                                                | Tommy Deuchet     |                 |
| 2019  | El Camino : Un film Breaking Bad (El Camino: A Breaking Bad Movie) | Kyle              |                 |
| 2019  | The Voices                                                         | David             |                 |
| 2020  | Juke Box Hero                                                      | Allan             |                 |
| 2020  | Chronicle of a Serial Killer                                       | Henry Brolin      |                 |
| 2021  | Faceless                                                           | George            |                 |
| 2021  | Don't Breathe 2                                                    | Raylan            |                 |
| 2022  | God Is a Bullet                                                    | Granny Boy        |                 |
| 2023  | Shelby Oaks                                                        | TBA               | Post-production |

### À la télévision
| Années       | Titre                     | Rôle                  | Remarques                         |
| ------------ | ------------------------- | --------------------- | --------------------------------- |
| 2003         | The Finkel Files          | Eli                   | Film télévisé                     |
| 2009         | Vie sur Mars              | Danny Krasner         | épisode : "Revenge of Broken Jaw" |
| 2011-2012    | The Killing               | Belko Royce           | 15 épisodes                       |
| 2013         | Mob City                  | Jerry Edelstein       | 2 épisodes                        |
| 2014         | Chicago Police Department | Ian Marques           | épisode : "An Honest Woman"       |
| 2014         | Stalker                   | Robbie Dalton         | épisode : "Fanatic"               |
| 2016         | Riders                    | Greg                  | épisode : "A Trip at a Wedding"   |
| 2016, 2018   | Drunk History             | Félix / Thomas Benton | 2 épisodes                        |
| 2019-présent | Poupée russe              | Horse                 | 6 épisodes                        |
| 2020         | FBI                       | Mike Helton           | épisode : "Safe Room"             |